# جاستن أندرسون
جاستن أندرسون (بالإنجليزية: Justin Anderson)‏ هو لاعب كرة قدم أمريكية أمريكي، ولد في 4 يوليو 1986 في شيكاغو في الولايات المتحدة.